# イムス明理会仙台総合病院
イムス明理会仙台総合病院（イムスめいりかいせんだいそうごうびょういん）は、宮城県仙台市青葉区中央にある総合病院。IMSグループの医療法人財団明理会が運営する。

## 概要
逓信省の職員及びその家族のための職域病院として、1922年（大正11年）に開設。1942年（昭和17年）に仙台逓信病院に昇格した。東二番丁通りに面し、同じく大正期に開設され、職域病院としての流れを汲むJR仙台病院（旧 仙台鉄道病院）も徒歩圏に所在する。
2013年（平成25年）10月頃より、全国に14ヶ所ある逓信病院のうち、仙台を含め、不採算の4病院の売却が検討され、仙台については、IMSグループへの譲渡が決定。2015年（平成27年）4月より、イムス明理会仙台総合病院となる。

## 沿革

### 仙台逓信病院として
- 1922年（大正11年）10月1日 - 仙台逓信診療所として開設。
- 1942年（昭和17年）3月15日 - 仙台逓信病院に昇格。
- 1949年（昭和24年）6月1日 - 逓信省の2省（郵電）分離により、郵政省の所管となる。
- 1981年（昭和56年）2月1日 - 一般患者の受け入れを開始。
- 2003年（平成15年）4月1日 - 日本郵政公社発足により、所管先が変更。
- 2007年（平成19年）10月1日 - 郵政民営化に伴い、日本郵政株式会社による企業立病院となる。

### イムス明理会仙台総合病院として
- 2015年（平成27年）4月1日 - IMSグループに事業譲渡[3]。名称が、イムス明理会仙台総合病院となる。
- 2018年（平成30年）1月 - 院内で麻酔科医が変死体で発見される。

## 診療科
- 内科
- 消化器内科
- 神経内科
- 外科
- 脳神経外科
- 整形外科
- 形成外科
- 婦人科
- 耳鼻咽喉科
- 皮膚科
- 眼科
- 麻酔科
- リハビリテーション科

## 交通アクセス
- 仙台市地下鉄・仙台駅 または青葉通一番町駅 徒歩5分
- JR東日本・あおば通駅 徒歩5分
- JR東日本・仙台駅 徒歩7分
- 宮城交通バス 中央四丁目(旧称・逓信病院前)停留所 徒歩1分